# Wertvorstellung
Wertvorstellungen oder kurz Werte bezeichnen im allgemeinen Sprachgebrauch als erstrebenswert oder moralisch gut betrachtete Eigenschaften bzw. Qualitäten, die Objekten, Ideen, praktischen bzw. sittlichen Idealen, Sachverhalten, Handlungsmustern, Charaktereigenschaften oder auch Gütern beigemessen werden. Das aus den Wertvorstellungen bzw. Werten einer Gesellschaft geformte Gesamtgebilde wird als Wertesystem oder Wertordnung bezeichnet. Die Werteordnungen sowohl einzelner Menschen als auch von Gesellschaften sind oft komplexe Geflechte aus miteinander verknüpften unterschiedlich stark gewichteten Werten (es ergibt sich eine Werte-Hierarchie). Die grundlegenden Werte nennt man Grundwerte.
Die Bedeutung des Wertbegriffs verändert sich, je nachdem ob die Wertzuschreibung von Einzelnen, von sozialen Akteuren oder von einer Gesellschaft erfolgt und ob sie als objektive Erkenntnis oder subjektive Haltung verstanden wird. Mitunter gelten Wertentscheidungen als konstitutive Elemente der Kultur, insofern sie Sinnzuschreibungen innerhalb eines Sozialsystems (Gruppe, Gesellschaft usw.) festlegen. Umgekehrt ist die Kultur ein Medium, in dem Wertvorstellungen weitergegeben und verändert werden können, entweder durch direkte Vermittlung von Wertentscheidungen oder durch diese vermittelnde Gewohnheiten, Bräuche etc. Beim Versuch, einen gemeinsamen Wertekatalog zu definieren, stellen sich Fragen wie die, ob ein gemeinsamer Wertekatalog über Vorstellungen vom „Guten“ (etwa Solidarität) hinaus auch Verfahrensregeln (etwa die Rechtsstaatlichkeit) einbeziehen solle und inwieweit auch Postulate dazugehören können, welche in der Realität bisher nicht umgesetzt werden. Enthält eine Werteordnung einen alleinigen Anspruch auf Wahrheit, ist sie das Kennzeichen einer Ideologie.
Individuelle Werte und Einstellungen untersucht die Differentielle Psychologie. Das Teilen, Weitergeben oder Diskutieren von Werten in Gruppen behandeln die Sozialwissenschaften und die Sozialpsychologie. Andere Wissenschaften, wie etwa die Moraltheologie und die Pädagogik, müssen sich mit Fragen des Wertbestands und der Weitergabe von Werten direkt befassen. Diese sind darüber hinaus Gegenstand gesellschaftlicher und politischer Diskussion. Im fachsprachlichen Gebrauch der deutschsprachigen Philosophie können „Werte“ zum Beispiel Teilaspekte des Guten ausmachen. Darüber hinaus existiert ein breites Spektrum philosophischer Wertbegriffe sowie moralphilosophischer und metaethischer Rahmentheorien – ein Themengebiet, das auch als Axiologie bezeichnet wird.

## Abgrenzung
Der Begriff „Wert“ (ebenso Wertvorstellung, Wertschöpfung und weitere) erfährt in der Volkswirtschaftslehre, Betriebswirtschaftslehre und Finanzwirtschaft eine andere inhaltliche Bedeutungszuweisung als in den Geisteswissenschaften, speziell der Ethik, der Theologie, der Soziologie oder der Pädagogik. Erstere verstehen ihn im materiellen, letztere im ideellen Sinne. Beide „Werte“ treten in der Praxis häufig in Widerspruch und erschweren eine Orientierung und Prioritätensetzung. Ist es bspw. das Ziel ökonomischen Handelns, eine höchstmögliche materielle Wertschöpfung (Gewinn) zu erzielen, so geht es bei der ethischen Wertschöpfung um das Schaffen ideeller Werte.

## Philosophie
In der Wertphilosophie, speziell ihrem Teilbereich Ethik, beinhalten die Begriffe „Wertvorstellung“, „Werthaltung“ oder „Wertschöpfung“ nach ihren bedeutenden Vertretern Oskar Kraus, Hermann Lotze oder Max Scheler die Fundierung und Ausrichtung des Denkens und Handelns nach ideellen Werten. 
Erich Fromm differenziert in seiner Gesellschaftskritik grundsätzlich zwischen „idealistischen“ und „materialistischen“ Wertanschauungen. Dabei geht es ihm um die Alternative einer Bereicherung durch äußere Güter oder menschliche Qualitäten. Von Hermann Lotze wird der Terminus „Wert“ im Sinne eines „von den Menschen gefühlsmäßig als übergeordnet Anerkannte[n], zu dem man sich anschauend, anerkennend, verehrend, strebend, verhalten kann“ gebraucht.
Vertreter der Wertphilosophie sind der Ansicht, dass die Wertfrage bereits seit den Anfängen des philosophischen Denkens der Frage nach dem Charakter und der Seinsweise der Werte gestellt worden sei, so vor allem in der Güterethik des Aristoteles. Platon beschrieb in seinem Werk die Idee des Guten. Die antike Güterethik aristotelischen Ursprungs wurde auch in der Theologie aufgegriffen und im Rahmen der Moraltheologie weitergeführt.
Windelband, Rickert und andere entwickelten eine Wertethik mit der Intention, die philosophische Ethik stärker anthropologisch als ontologisch zu fundieren. Maßgebliche Bedeutung erhält der Begriff im Ansatz der materialen Wertethik von Max Scheler in den Jahren 1913 bis 1916. Scheler hat seine Wertethik ausdrücklich von der traditionellen Güterethik abgegrenzt.
Bochenski (1902–1995) unterschied 1959 drei Gruppen immaterieller Werte, die man durch sein Verhalten verwirklichen kann: die moralischen, die ästhetischen und die religiösen.
- Die moralischen Werte sind Forderung zur Tat; sie enthalten das Tun-Sollen.
- Die ästhetischen Werte enthalten das Sein-Sollen.
- Die religiösen Werte als Verbindung moralischer und ästhetischer Werte berücksichtigen auch das Nicht-Sein-Sollen und das Nicht-Tun-Sollen und geben es in Form der Sünde an.[7]

In der jüngeren Diskussion sind die Versuche, Werte ontologisch oder anthropologisch zu begründen, stark in die Kritik geraten. So argumentiert der Freiburger Philosoph Andreas Urs Sommer 2016 in einem stark beachteten Buch, Werte seien „regulative Fiktionen“, die je nach den individuellen und sozialen Bedürfnissen immer wieder umgestaltet würden. Die Vorstellungen ewiger, für sich bestehender Werte weist Sommer zurück, ohne jedoch einen Werteverfall zu diagnostizieren. Werte seien notwendig plural und relativ – und dass sie es seien, sei begrüßenswert.

## Psychologie
Der Wertbegriff wurde in der Psychologie „großzügig“ gehandhabt und „vielfach nur im Sinne der Umgangssprache“ verwendet. Es war auch üblich, den in philosophischer Sichtweise eingesetzten Begriff aufgrund der Ergebnisse psychologischer Forschung zu erklären und zu variieren. 1924 wurde der Begriff in dem jahrzehntelang neu aufgelegten, jugendpsychologischen Werk Eduard Sprangers in Formulierungen wie „Wertganzes“, „Wertverwirklichung“ und „Wertgehalt der Welt“ verwendet.
Der Begriff erhielt allerdings seit den 1960er Jahren aufgrund vielfacher Untersuchungen (zum Beispiel Kurt Lewin, Clark L. Hull, Edward C. Tolman, Desmond Morris) eine definitorische Zweideutigkeit, „nach zwei Richtungen hin“ (Rolf Oerter): 1. Werte als den Dingen oder Lebewesen eigene Bezugspunkte wirken anziehend oder abstoßend. 2. Ein mit der Kultur vermittelter Wert dient als „Richtlinie“ dem Menschen zum Verständnis bzw. zur Erkenntnis der Welt und wird infolgedessen bei der Planung des Verhaltens zur Prämisse.
Als hypothetisches Konstrukt einer Individuum-Welt-Beziehung wird der Wert entweder als Komplex von Wirkungsfaktoren der Welt auf das Lebewesen wahrgenommen oder im motivationalen Konzept des Individuums als Zielentwurf oder Korrektiv zur Gestaltung der Welt verwendet. Überwiegend war jedoch der Wertbegriff als dynamisches Konzept in der Literatur zu finden. In diesem auf eine breitere Basis psychologischer Untersuchungen gestellten „Wertkonzept“ wurden die handlungsorientierten Bedeutungen der im deutschsprachigen Raum beschriebenen Begriffe „Werterleben“ und „Wertverwirklichung“ wiedergefunden. Als ein Ergebnis seiner Forschung über die Kognitionsentwicklung erklärte Jean Piaget 1966, dass das im Kindheitsstadium erworbene formale Denken eine später auch affektiv begleitende Voraussetzung sei, um zur Planung von Lebensentwürfen im Erwachsenenalter die „mit Zukunftsprojekten verbundenen Werte“ passend strukturieren zu können. Aus der Sicht der Existenzanalyse gab Viktor E. Frankl 1974 den Werten die Geltung als „umfassende Sinnmöglichkeiten“
Innerhalb der Motivationstheorie beschrieb Otto W. Haseloff 1974 die Werteinstellungen als langfristig effiziente Wirkungskomplexe aus der Motivklasse der Strebungen, „die sozio-kulturell thematisierte und normierte Dauerquellen“ darstellen, direkten Bezug auf die „Wertsysteme und die Präferenzordnung der Persönlichkeit“ nehmen und sich „meist […] gemäß dem Gesetz von der funktionellen Autonomie der Motive“ (G. Allport) verfestigen. Aus einer Synopse von psychologischer mit soziologischer Literatur resultierte bei Hans Joas 2004 die Beschreibung einer inner-individuellen Dynamik in dem Begriff „Wertbindungen“, die der Mensch in einem aktiven Vorgang, „in den Prozessen der Selbstbildung und […] in Erfahrungen der Selbsttranszendenz“ entwickelt.

## Soziale Normen
Aus Werten, z. B. aus der Achtung und Anerkennung des Lebens, der Arbeit oder des Eigentums, lassen sich soziale Normen, d. h. konkrete Vorschriften für das soziale Handeln ableiten – z. B. „Wer eine fremde bewegliche Sache, in der Absicht, sie sich anzueignen, wegnimmt …“. Allerdings gehen historisch konkrete Gebote wie „Du sollst nicht stehlen!“ oft ihren Wert-Abstraktionen voraus. Werte sind ein zentraler Bestandteil vieler Verhaltensvorschriften, jedoch sind sie nicht selber Verhaltensvorschriften. Werte sind attraktiv, während Normen restriktiven Charakter haben.
„Die Norm sagt, was in einer Situation notwendig und allgemeingültig geschehen soll.“ Eine bestimmte Art der Verknüpfung von Handlungsbedingungen in einer Situation mündet in den Anspruch einer Forderung zum Tun. Wie verhält sich die soziale Norm bezogen auf die geistigen Dispositionen des Wollens? Zu den Normen gehört die Idealität. Ihnen liegen Entwürfe zugrunde, die als ideale Möglichkeiten im Geist beim Aufbau eines Lebenskonzeptes vorbereitet werden. Bezugspunkt dieser Normen ist „eindeutig der Wert als Kategorie der Selektion“. Die Befolgung der Normen „wird durch die negativen Konsequenzen ihrer Nichtbefolgung“ lanciert. „Die Normen des sozialen Umgangs verleihen den Verhaltensweisen Ordnung. Sie fungieren als Gruppenstabilisatoren.“ Mit gesellschaftspolitischem Blick bezieht sich Habermas 2004 wie selbstverständlich auf die Orientierung des Bürgers am Normativen; er verwendet für diese ethische Disposition den Begriff „Normbewusstsein“.

### Wertewandel
Werte werden in der Regel über die Sozialisation an nachfolgende Generationen weitergegeben. Dies geschieht nicht vollständig. So lässt sich beispielsweise in den westlichen Industriegesellschaften ein stetiger Wertewandel beobachten. Die Ursachen für den Wertewandel sind vielfältig (veränderte Umweltbedingungen, Konflikthaltung gegenüber anderen Generationen usw.). Werte unterscheiden sich von Einstellungen darin, dass sie stabiler sind.

### Wertekonflikte
Das System aller Werte ist anscheinend nicht widerspruchsfrei bzw. einzelne Werte scheinen mit bestimmten anderen Werten in einem Konkurrenzverhältnis zu stehen. So wird gelegentlich postuliert, dass der Wert des Wohlstands im Konflikt mit dem Wert der Nachhaltigkeit oder der Wert der individuellen Freiheit mit anderen Werten (etwa der Gleichheit) steht.
Eine differenziertere Betrachtung ergibt allerdings auch hier ein differenzierteres Bild. So werden bei solchen Debatten oft verschiedene Zeit- und Abstraktionsebenen vermischt. Im obigen Beispiel etwa steht der Wert des Wohlstands nur kurzfristig im Konflikt mit dem Wert der Nachhaltigkeit; langfristig kann ohne Nachhaltigkeit kein Wohlstand generiert werden. Auch die Freiheit steht im Grunde nicht im Gegensatz zu anderen Werten, sondern mit anderen Freiheiten (bzw. der Freiheit anderer).
Andererseits können Werte, die abstrakt gesehen durchaus vereinbar scheinen, in konkreten Situationen miteinander in Konflikt treten. Es ist dann nicht möglich, sich so zu verhalten, dass man allen Werten gleichzeitig gerecht wird, was unter Umständen eine Güterabwägung nötig macht. In diesem Zusammenhang wird auch von einer Werte-Hierarchie gesprochen. Nicht alle Werte werden als gleichrangig angesehen, sodass auch in solchen Fällen meist eine mehr oder weniger klare Orientierung gegeben ist. Die jeweilige Gewichtung eines Wertes ist im Einzelfall situations- und/oder kulturabhängig. Auch hier ist zu prüfen, ob es sich tatsächlich um eine Kollision von (abstrakt-generellen) Werten an sich handelt – oder nicht doch um einen (konkret-individuellen) normativen Zielkonflikt (Pflichtenkollision). Dieser Konflikt wurde einschlägig von Max Weber durch die Unterscheidung zwischen Verantwortungs- und Gesinnungsethik zum Ausdruck gebracht.
Politische, geschäftliche, zwischenmenschliche oder auch innerpersonale Konflikte lassen sich häufig auf eine Kollision zwischen unterschiedlichen Werten bzw. Glaubenssätzen zurückführen. Im Gordon-Modell, einem Kommunikations-Modell zur Lösung von Konflikten, wird zwischen Wertekonflikten und Bedürfniskonflikten unterschieden.

### Durchsetzung von Werten
Aus der allgemeinen Anerkennung bestimmter Werte als verbindliche Normen – die idealerweise in einem demokratischen Prozess entstanden sind – folgt nicht automatisch ihre Einhaltung. Denn Handlungsbereitschaft ist auf persönliche Einstellungen bezogen. Diese wiederum sind von vielen sozialen Faktoren geprägt, die durchaus im Widerspruch zu den Werten der Gesellschaft stehen können. Je geringer der gesellschaftliche Konsens einer Norm – das heißt: je mehr der Einzelne das Gefühl bzw. den Eindruck hat, sie sei willkürlich festgesetzt worden und „ungerecht“ – und je uneinheitlicher eine Gesellschaft (z. B. ethnische Zusammensetzung, Religionszugehörigkeiten, differierende Interessengemeinschaften und Anzahl der Subkulturen innerhalb einer Gesellschaft) ist, desto größer ist die Zahl der Personen, die es aus egoistischer Perspektive für vorteilhaft halten, sich nicht an diese Norm zu halten. Die Durchsetzung solcher „unpopulärer“ Normen ist nur durch ein (möglichst gut funktionierendes) Sanktionssystem zu erreichen.
Die Werte und das Gesetz stehen dabei im Zusammenhang.
Eine Betrachtung unter dem Paradigma der Spieltheorie legt nahe, dass nur eine evolutionär stabile Strategie Bestand haben kann. Da dieselben Werte mit der Zeit zu unterschiedlichen Handlungsmustern in Beziehung stehen können und sich ein und dasselbe Handlungsmuster im Laufe der Zeit auf unterschiedliche Werte gründet, gibt es keinen eindeutigen Zusammenhang zwischen Werten und dem reproduktiven Erfolg einer Population.

## Universelle Werte
In den 1980er Jahren hatte der Psychologe Shalom H. Schwartz zusammen mit Wolfgang Bilsky die Frage aufgeworfen, ob es universelle Werte gibt. Er entwarf ein Wertemodell und postulierte eine Anzahl von Werten, die alle Menschen in unterschiedlichen Ausprägungen gemeinsam haben müssten. Sein Forschungsschwerpunkt lag dabei auf der Wertestruktur und deren motivationaler Beziehung zueinander.
Das InterAction Council, eine Expertengruppe aus Politikern, Sozialwissenschaftlern und Vertretern weltweiter Religionsgemeinschaften erarbeitete eine möglichst umfangreiche Minimalsynthese, ausgehend von politischen Prämissen und einer Bestandsaufnahme weltanschaulicher und religiöser Ideale. 1997 wurden ethische Optionen für den Alltag als „Allgemeine Erklärung der Menschenpflichten“ vorgelegt.
Weitere Ansätze sind das Projekt Weltethos von Hans Küng, die internationale Erd-Charta, die Diskursethik oder das Projekt Ethify Yourself.
Allerdings werden global-ethische Perspektiven nicht ohne Kritik akzeptiert. 2004 formulierte J.-C. Kapumba Akenda als Dilemma des ethischen Universalismus: Einerseits ist der weltweite Anspruch der Vernunft und der Gerechtigkeit und andererseits die Souveränität lokaler Gemeinschaften zu achten (siehe hierzu auch die unterschiedlichen Überzeugungen der „kalten und heißen Kulturen“.) Als „Bausteine des ethischen Universalismus“ schlug Akenda diesbezüglich die „Solidarität ohne Paternalismus“ und die „Kommunikation ohne Konsenszwang“ vor.

## Werte im Wirtschaftsleben
Im Wirtschaftsleben findet der Wertebegriff vorrangig in materieller Bedeutung Verwendung: So versteht etwa die Geldwirtschaft „Wertschöpfung“ als das wesentliche Ziel produktiver abstrakter Arbeit. Dabei geht es um die Umwandlung vorhandener Güter in Güter mit höherem Geldwert. Produzierende Unternehmen rechnen mit einem Produktionskonto, mit dem die durch die Produktionstätigkeit entstandenen Einnahmen und Ausgaben dargestellt werden. Die „Bruttowertschöpfung“ gilt als Messgröße für die wirtschaftliche Leistung eines Betriebes.
Das Thema Werte hat jedoch im Zusammenhang mit der Banken- und Managerkrise in den letzten Jahren auch in der ökonomischen Diskussion eine zunehmende (und neue) Beachtung gefunden. Es ist im Sinne von Erich Fromm eine neuerliche Ethikdiskussion über das Verhältnis von materiellen und immateriellen Werten in einer wissensbasierten Ökonomie und deren Bewertung aufgebrochen. Relevante Stichworte dazu sind Nachhaltigkeit, soziale Verantwortung (Corporate Social Responsibility), Wertemanagement, werteorientierte Personalführung, wertebalancierte Unternehmensführung und ethische Entwicklung. Angesichts der Skandale ist zunehmend in den Blickpunkt der Öffentlichkeit gerückt, dass die materielle Wertorientierung von der ethischen nicht abgekoppelt werden darf, wenn die Gesellschaft eine humane Ausrichtung erhalten soll.

## Erhebungen
- European Values Study, eine umfangreiche, transnationale empirische Langzeitstudie zu Werten und Einstellungen der Europäer.
- World Values Survey (Weltweite Werte-Erhebung), die umfangreichste und weiträumigste Umfrage über menschliche Werte.
- Shell Jugendstudie, seit 1953 bestehende Studienreihe über Einstellungen, Werte, Gewohnheiten und das Sozialverhalten von Jugendlichen in Deutschland